# Estadio Mario Camposeco
Het Estadio Mario Camposeco is een multifunctioneel stadion in Quetzaltenango, Guatemala. Het stadion wordt vooral gebruikt voor voetbalwedstrijden, de voetbalclub Club Xelajú maakt gebruik van dit stadion. In het stadion is plaats voor 11.220 toeschouwers. Het stadion werd geopend in 1950 als Estadio Escolar.